# سد تربیلا

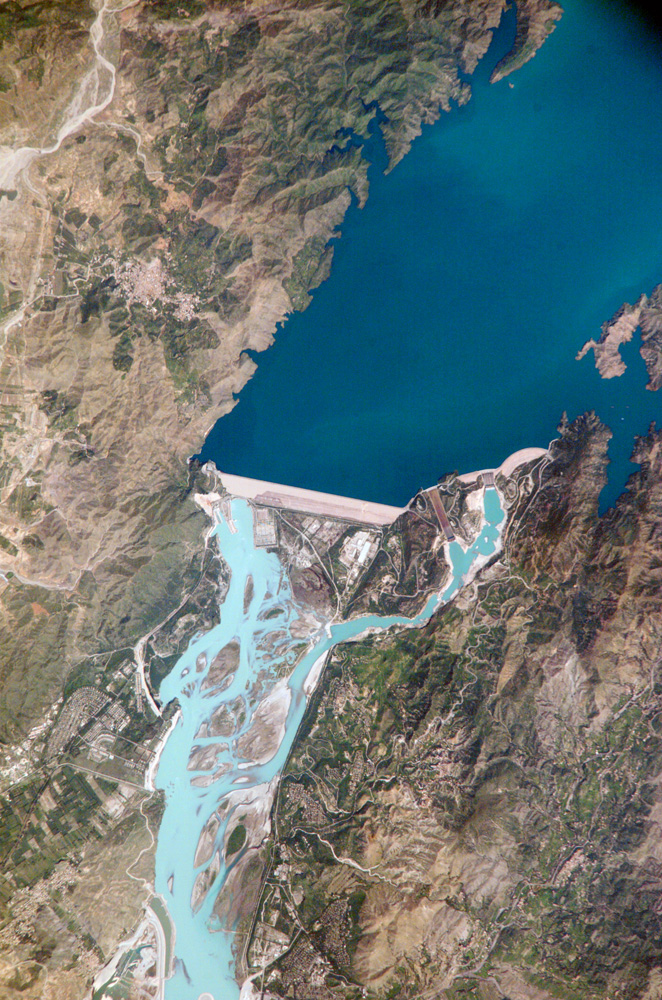
تصویر سد از بالا

سد تربیلا (به اردو: تربیلا بند) بر روی رود سند در پاکستان، بزرگترین سد خاکریزی شده جهان است و از نظر ساختارِ حجمی دومین سد در دنیاست. این سد در ناحیه هاریپور قسمت هزاره، حدود ۵۰ کیلومتری (۳۱ مایلی) شمال غرب اسلام‌آباد قرار دارد. سد تربیلا، ۱۴۸ متر بالاتر از بستر رودخانه است. ذخیره آب تربیلا با مساحت حدود ۲۵۰ کیلومتر مربع (۹۷ مایل مربع) را فراهم می‌کند. نیروگاه این سد با توان ۴۸۸۸ مگاوات، سالانه بیش از ۱۷ میلیارد کیلووات ساعت برق تولید می‌کند. 